# Przemysław Szymański
Przemysław Szymański (ur. 17 listopada 1984) – polski koszykarz występujący na pozycji silnego skrzydłowego, aktualnie zawodnik Politechniki Gdańska.
23 czerwca 2016 przedłużył umowę z MKS Dąbrową Górniczą. 12 czerwca 2017 został zawodnikiem Polpharmy Starogard Gdański.
Z zespołem MKS-u Dąbrowy Górniczej występował na wszystkich poziomach rozgrywek ligowych w Polsce.

## Osiągnięcia
Indywidualne
- MVP grupy A II ligi (2019)[3]
- Zaliczony do I składu grupy A II ligi (2019)[3]